# 瑞士联邦铁路Re460型电力机车
Re 460型電力機車，又称Re 4/4VI型電力機車（初期命名）、Lok 2000，中國鐵路迷暱稱瑞士糖，是瑞士聯邦鐵路（SBB）使用的電力機車車型之一，由SLM及ABB等公司製造。Re 460型是瑞士联邦铁路最大批量的现代化电力机车，也是第一次按瑞士联邦铁路的功能技术任务书设计制造的铁路机车。机车采用交流传动，设计最大速度达230公里/小时，为客货通用机车，但实际运用中以牵引客运列车为主。而屬於改進型的Re 465電力機車，則主要由BLS股份公司使用，較多用於牽引貨列。
除瑞士外，這款機車的改進型－Re 465型也出口至芬蘭、挪威、香港及印度。

## 歷史
SBB於1970年代為鐵路系統進行提速，當時尚有一個名為「鐵路2000」（Bahn 2000）的計劃，由於車輛需承受每小時200公里的速度，以及造價昂貴，因此進度緩慢。雖有其他新技術方案，SBB最後訂購了為數45輛及27輛第5及第6型的Re 4/4II電力機車，並於1981年至1985年間付運，另一方面，製造機車的SLM及BBC車廠於1982年向SBB提供4輛Re 4/4IV原型電力機車。及後，SLM-BBC-SIG聯營公司亦於1989年至1997年間向SBB提供Re450型電力機車（又稱Re 4/4V型）。1990年，瑞士聯邦鐵路正式向SLM-BBC聯營訂製本型機車，初名Re 4/4VI型，後按照Re 450的命名規則，更名為Re 460型；首輛機車於1992年下線。

## 概述

### 瑞士
瑞士聯邦鐵路擁有119輛這款電氣機車（編號由000-118號），其中絕大多數都有命名；而BLS股份公司則擁有18輛屬同一車系的Re 465型機車（編號由001-018號），全部已命名。所有車輛採用原裝ABB/Adtranz動力系統（而屬改進型的Re 465，使用馬力更大、同廠生產的動力系統，並採用渦流制動技術；而VVVF磁勵音頻率較Re 460高），並配備法維萊交通生產的集電弓。
為配合瑞士「鐵路2000」計劃，瑞士聯邦鐵路先後於1987年、1989年、1990年及1992年12月四次下訂Re 460型分別11輛、12輛、75輛及20輛（1990年合約增購權）機車，構成現今車隊。其中，首批機車中的其中四輛（000、001、002及003）早於1991年尾配屬瑞士聯邦鐵路作操作系統及動態測試；及後其餘7輛亦於1992年配屬。至於第二至三批機車，則於1992年11月至1994年7月交付（每星期一輛）；而最後一批則於1996年2月配屬。
至於BLS公司的Re 465型機車，首批8輛已於1994年9月配屬，並於1995年3月30日投入服務，而次批10輛亦在1995年初訂購，並於1997年投用。
Re 460及Re 465在平時應用中，同樣會擔當貨物列車及客運列車的本務機；但是，Re 465較多用於牽引貨物列車。
2014年至2020年，瑞士聯邦鐵路投入6920萬瑞士法郎（約值港幣5億3千7百萬元），為119輛本型機車進行現代化工程，將GTO-VVVF更新為ABB生產的BORDLINE 水冷IGBT-VVVF模塊，以減少能源消耗及磁勵音，並同時拆解分析、重組及翻漆車身。在是次現代化工程後，預計機車可多用20年。
而在2020年，BLS亦決定翻新旗下Re 465機車，包括換裝乙太網列車控制總線，但不更換走行機器。

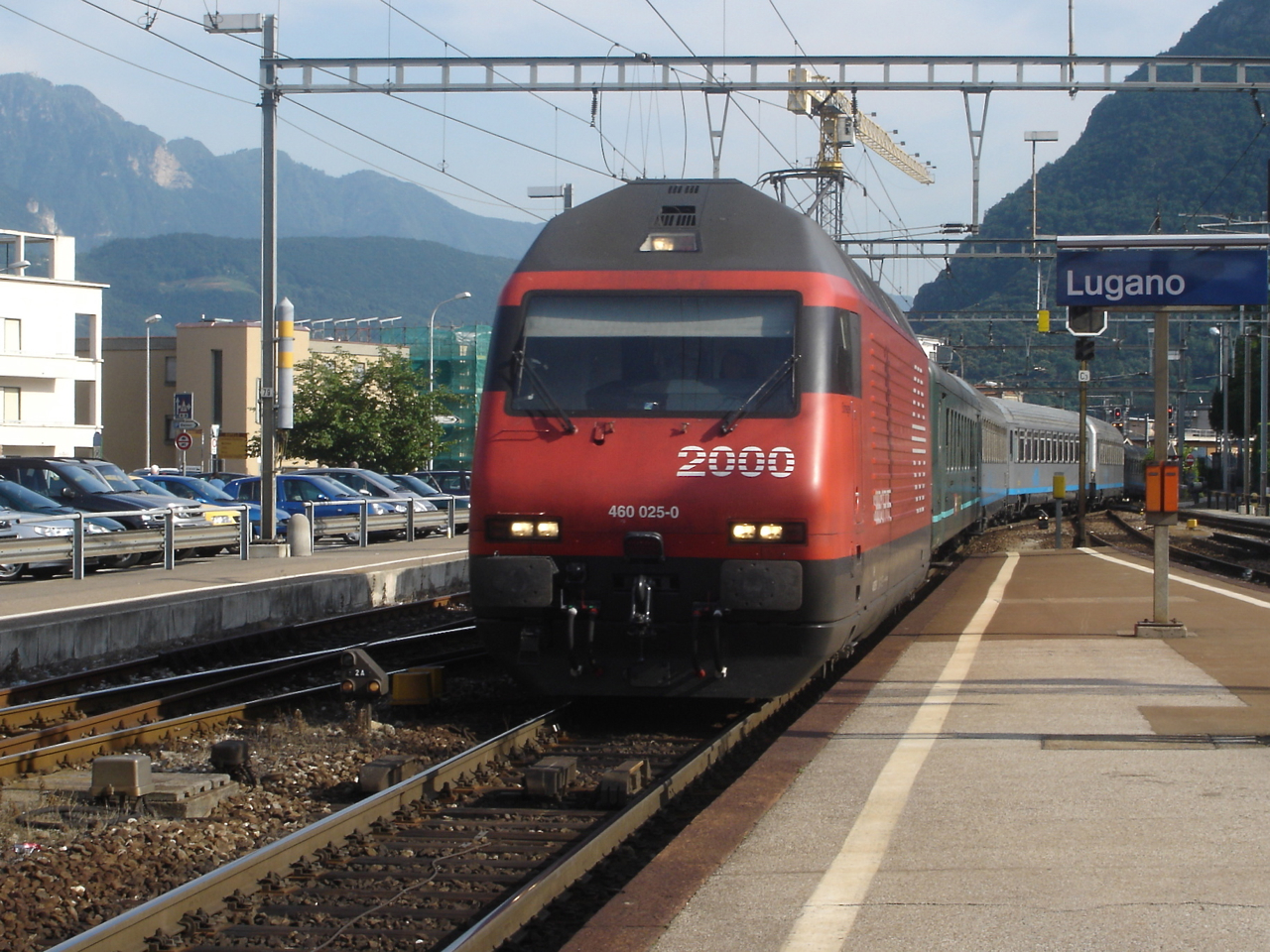
翻新前的Re 460機車
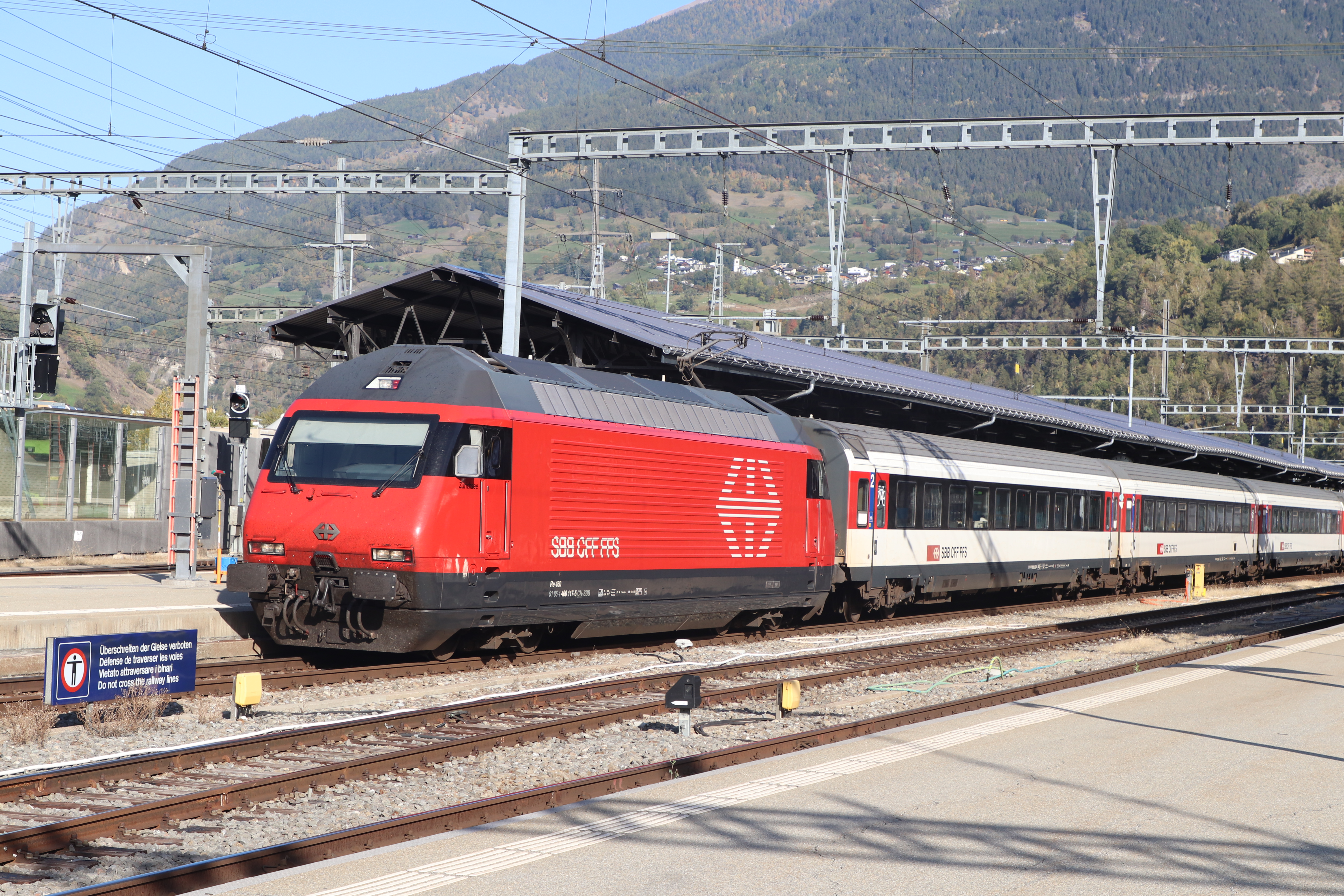
翻新後的Re 460機車，車頭裝有立體路徽
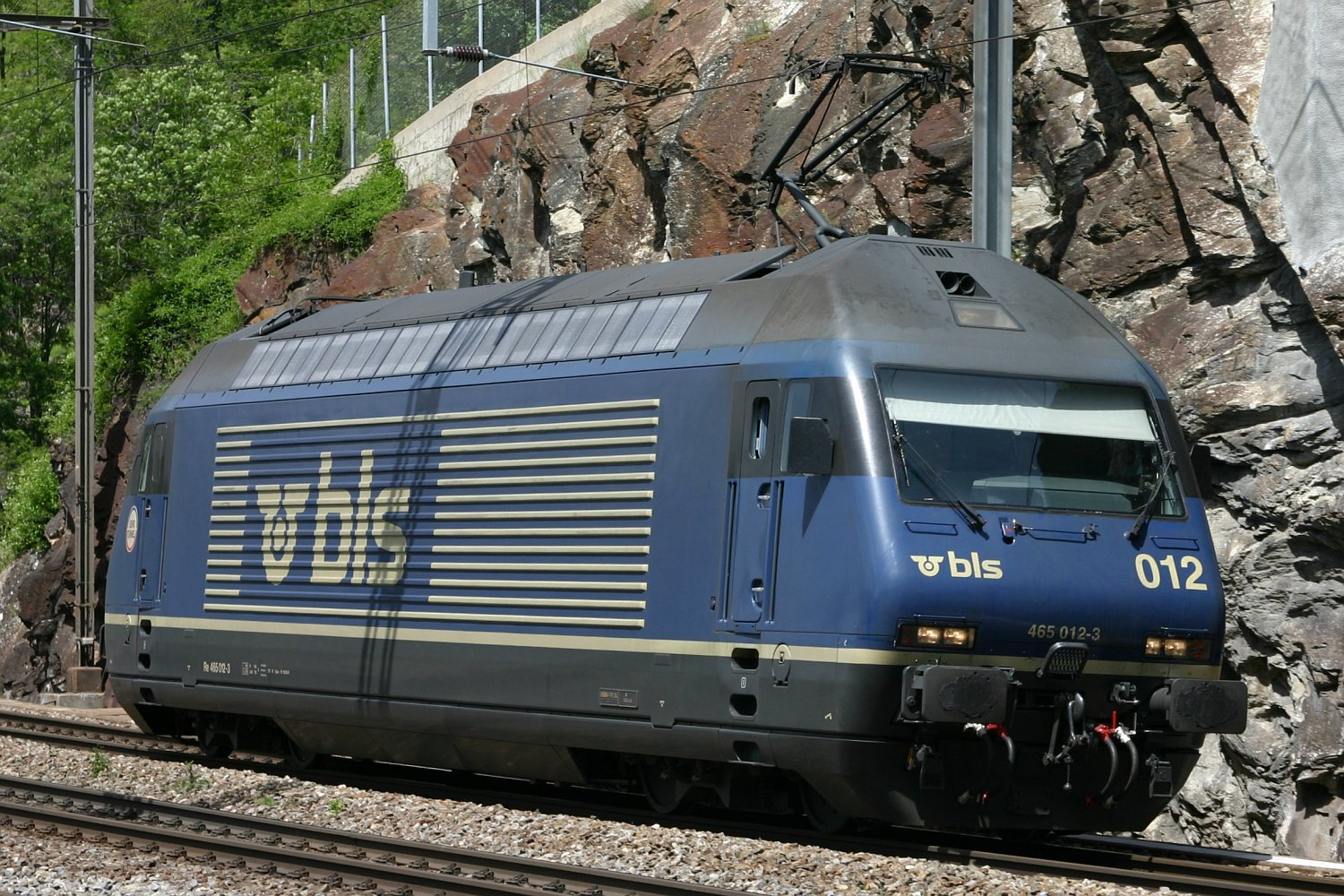
BLS公司的Re 465機車

### 芬蘭
芬蘭鐵路擁有46輛改進型電氣機車（編號由3201-3246），另行命名為Sr2型電力機車，採用俄羅斯軌距及俄式SA-3車鈎，並一律採用GTO調速。所有車輛採用原裝ABB動力系統，並配備法維萊交通生產的集電弓。此等車輛早期可用230km/h時速行駛，但目前一律限速210km/h。磁勵音方面，則類似Re 465機車。
此等機車在1992年首次下訂，共分三批：首20輛、後20輛及額外12輛增購權（最後一批僅訂購6輛，於2003年配屬，隨後Re465正式停產）。
值得一提的，此等機車與西門子Vectron（Sr3型電力機車），是芬蘭鐵路僅有兩款具機車重聯功能的電力機車；而在實際運用上，既有用雙機重聯或推拉形式牽引城際列車，亦有以單機方式牽引貨列。
此等機車連同雙層車箱分為兩種漆裝：白底紅間和白底綠間。因此，此等機車在芬蘭國內俗稱「雪絨花」（白底綠間）和「布穀鳥鐘」（白底紅間）。

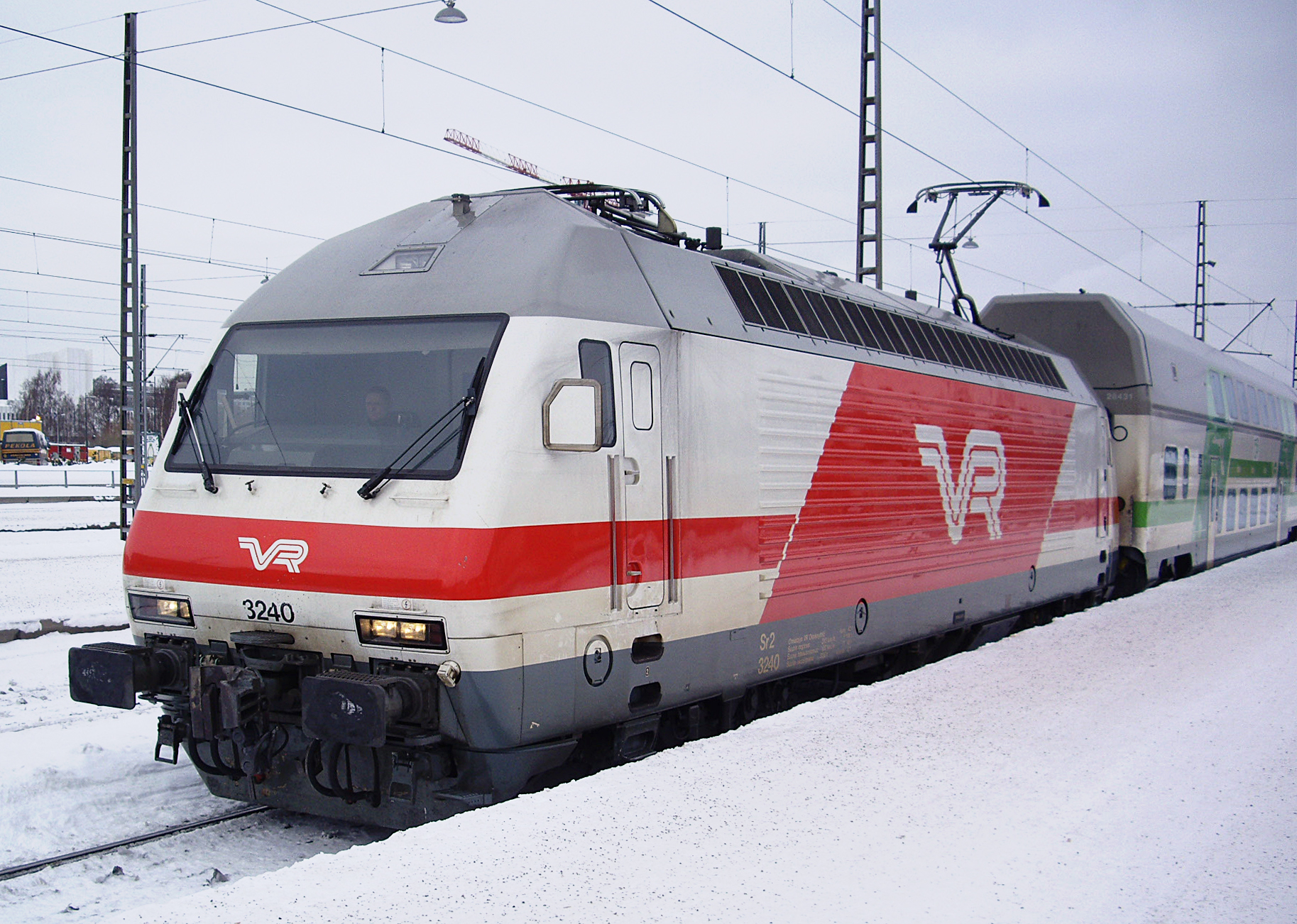
採白底紅間塗裝的Sr2機車
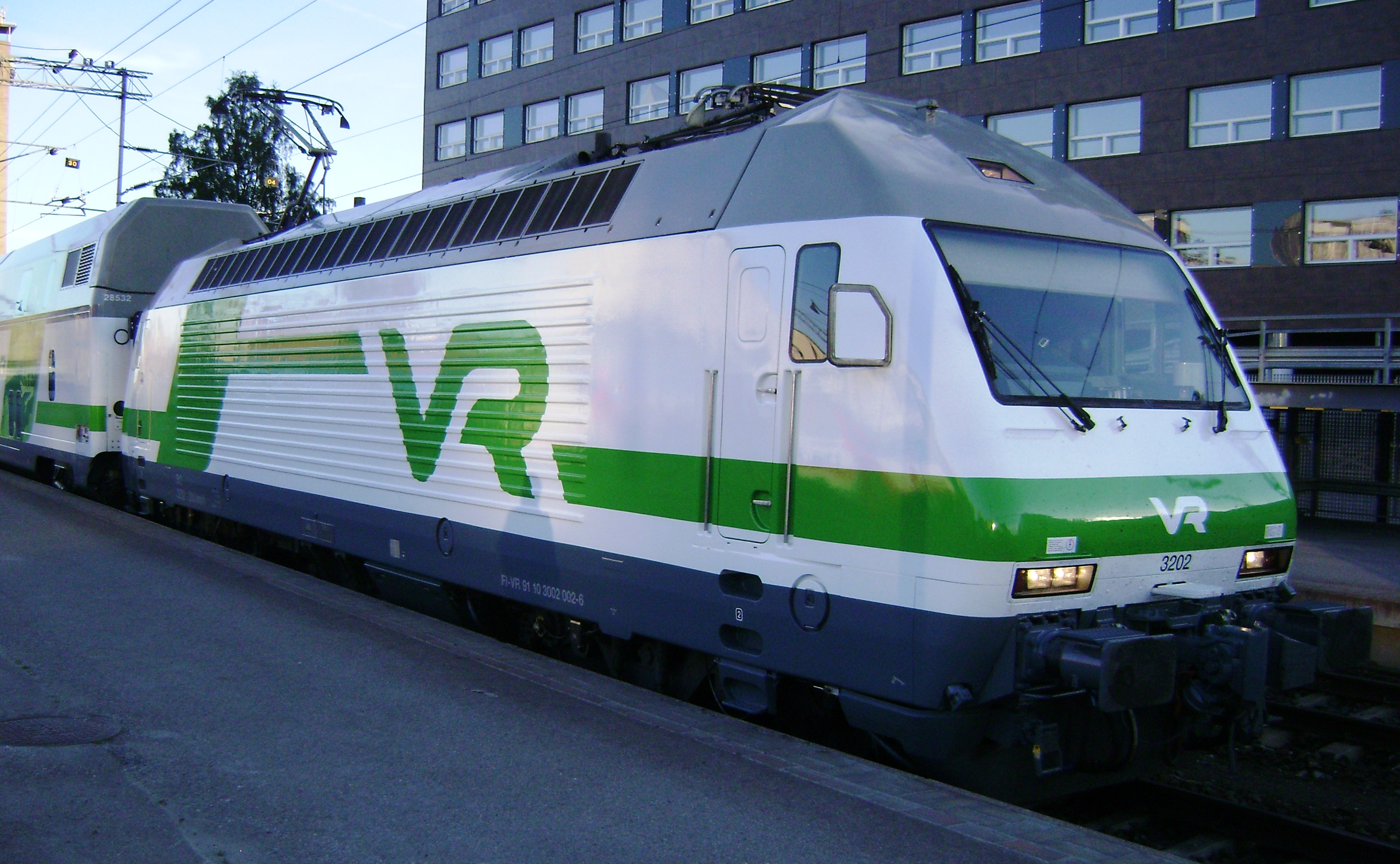
採白底綠間塗裝的Sr2機車

### 挪威
挪威國家鐵路擁有22輛改進型電氣機車（編號由2241至2262），另行命名為El 18型電力機車，由SLM/Adtranz生產，取代舊式直流傳動機車。此等機車採用標準軌距，車頭裝有V形排障器，並一律採用GTO調速；供電方面，El 18機車可於15kV電化鐵路行駛，並預留條件改為雙電制機車（同時支援25kV電化鐵路），方便將來開行來往丹麥、瑞典及挪威的跨國列車。所有車輛採用ABB動力系統，並配備法維萊交通生產的集電弓。磁勵音方面，則類似Re 465機車。
值得一提的，是挪威國鐵在引進本型機車前，為應付1994年冬季奧運會的客運需求，曾向瑞士租用原型055及066號機車，以及向西門子公司引入EuroSprinter機車作技術測試及開行臨時列車；其中，Re460在1993年8月28日至10月8日間，在挪威鐵路上進行首次動態測試。而在1994年5月，為此級別機車正式招標時，阿爾斯通（BB 36000型電力機車平台）、西門子公司（EuroSprinter平台）、AEG（AEG 12X型電力機車平台），以及ABB均有入標。最後，挪威國鐵決定採納使用此型機車（ABB方案），而原先租用的機車則分別歸還予瑞士及西門子公司。
挪威國鐵於1994年9月27日正式簽約下訂本型機車，價值6億8千萬挪威克朗，並於Adtranz位於挪威奧斯陸附近工廠生產。所有機車已於1996年9月3日至1997年6月12日交付，並於1997年1月5日起投入服務。
目前，本型機車在挪威國鐵上限速200km/h。
此等機車共有三種塗裝：紅黑、紅銀和灰銀配搭。

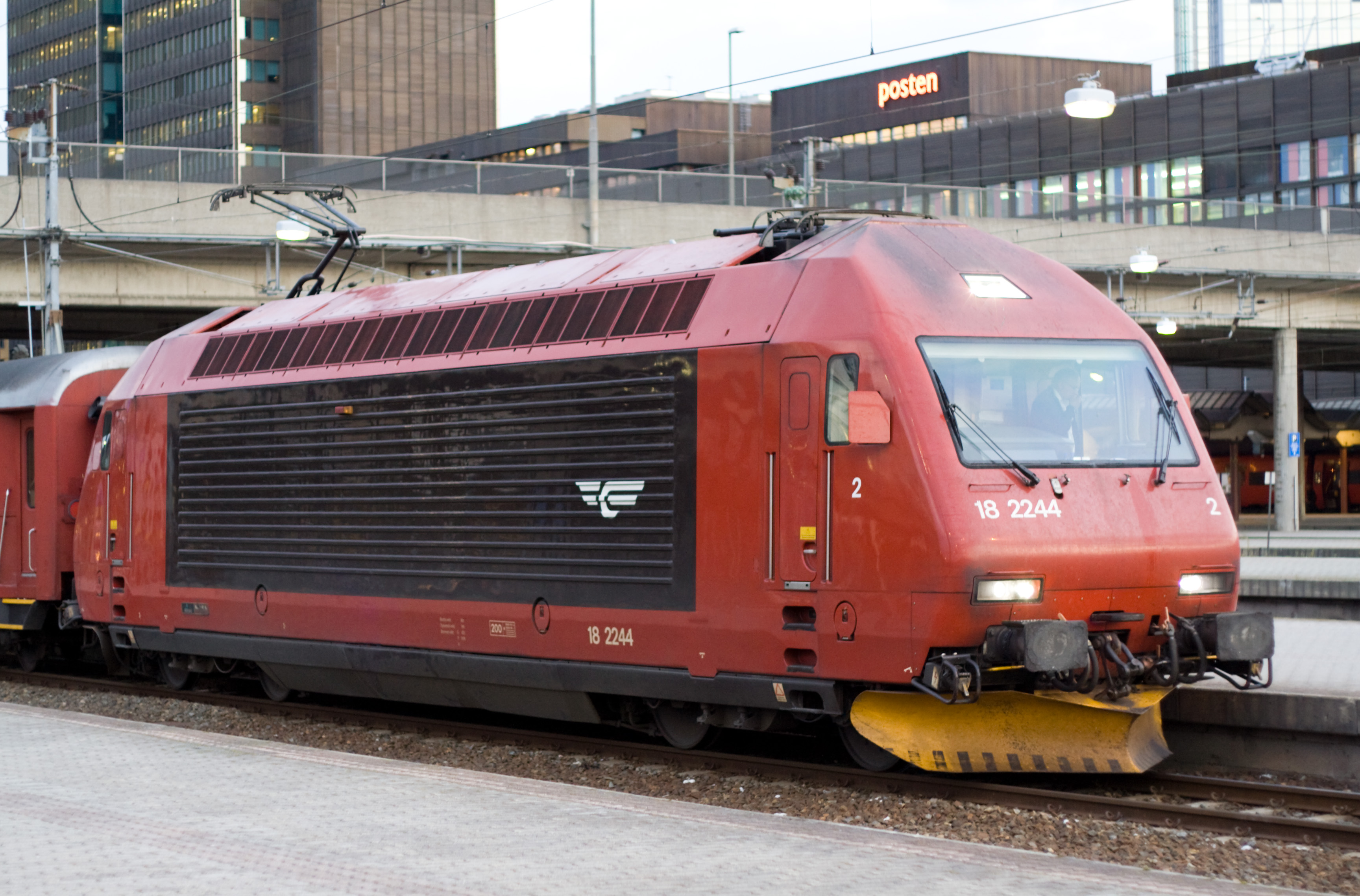
停於奥斯陆中央车站的NSB El 18機車，採用紅黑塗裝
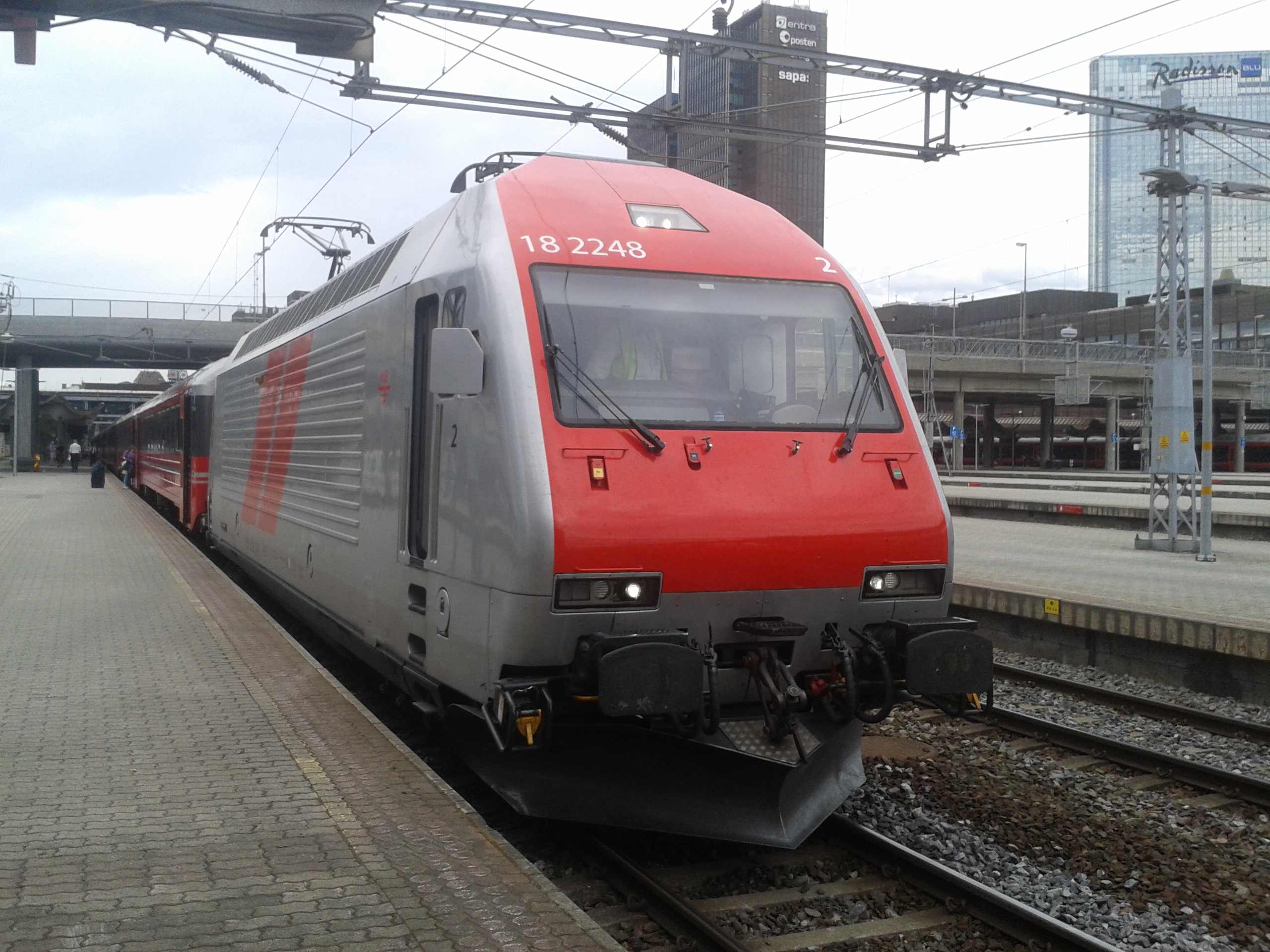
採用紅銀塗裝的NSB El 18機車
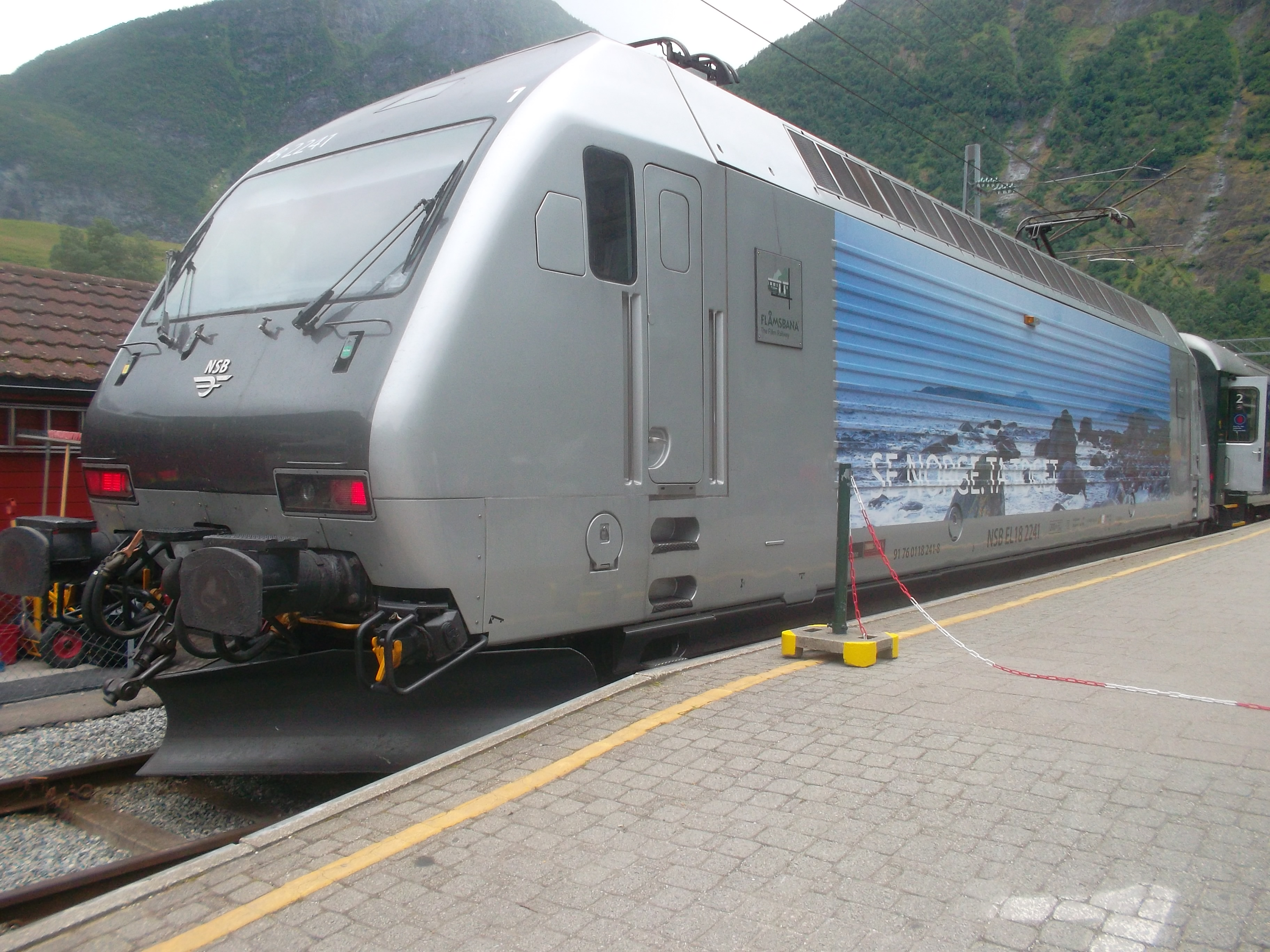
採用灰銀塗裝的NSB El 18機車

### 香港
香港方面，九廣鐵路公司為配合廣深鐵路電氣化，於1995年為九廣通列車進行招標，而SLM-ABB同時參與了澳洲Goninan，以及日本伊藤忠商事財團的競標方案。同年11月，該合約由伊藤忠商事（中介商）中標，包括從SLM-ABB（機車下線抵港時已併入Adtranz）訂購兩輛Re465（Re460改進型）電力機車，及從日本近畿車輛訂購12卡雙層客車，兩輛機車編號為TLN 001和TLS 002（不適用於瑞士機車編號），即供「九廣通」使用的機車。
機車於1997年5月11日抵港，並由G16型柴油機車從紅磡鐵路碼頭送抵車廠，隨後於同年7月31日進行交付儀式。本型機車除了是九鐵公司及港鐵系統首款採用VVVF技術的車輛外，同時亦是至今唯一由香港擁有的幹線電力機車，以及在中國國鐵上使用的首款200km/h級別電力機車。但是，當時九廣鐵路未能掌握廣深鐵路的電氣化工程進度，所以便把這組列車放進何東樓車廠內，一直也沒有服務。放了一年多時，九鐵決定派出這列列車行駛紅磡站及羅湖站之間的頭等服務，當時列車早上提供一班由紅磡直通羅湖之服務，下午提供一班由羅湖往紅磡停沿途各站；及後，又曾用作接載地產商代表，參觀當時尚待發展的一些九鐵上蓋項目。當廣深鐵路電氣化完成，九鐵便派出其行駛紅磡站與廣州東站之間，作為廣九直通車的本務機車。
在九廣通投入服務後，九鐵原擬向伊藤忠商事訂購更多同款車輛，但最後此計劃作罷。
這款定製版機車使用25千伏特交流電驅動、配備再生制動，而在廣深鐵路和東鐵綫的最高營運速度為140km/h（但通常在東鐵線上只會以惰行模式行駛，時速60-80km/h，在個別鄰近民居的路段更需以40km/h時速惰行；而通常Re 465在東鐵線惰行速度比韶山8型電力機車更慢）。在駕駛方面，本型機車與同時期歐洲製機車一樣，均支援單司機值乘，與內地SS8的一正一/二副司機值乘不同。
上述兩輛機車均採用GTO-VVVF調速，並使用由德國崇德公司提供的集電弓（而非原裝的法維萊交通製集電弓）。而車鈎則改用中國國鐵標準配備的詹尼車鈎，而非原裝鏈式車鈎。另外，機車底部機件並沒有如原裝車及加強型（Re 465）般安裝整流罩板。而在磁勵音方面，TLN 001及TLS 002則與原版Re465相若，但多了一些來自輔助變流器起動時的高頻磁勵音。
2007年12月2日，兩鐵合併，兩台負責拉動的機車及九廣通客車仍為九鐵資產，由九鐵公司租予港鐵公司。由於港鐵疏於保養機車，加上長時間運用，導致此款機車在兩鐵合併後的機破率上升。
受2019冠狀病毒病疫情影響，港鐵所有城際鐵路服務自2020年1月起暫停，而兩架Re 465亦因而長時間留廠。直至2025年1月，TLN 001機車連同兩卡九廣通客車，由ER20柴油機車回送至紅磡站「站見」鐵路展暫時展出。其後，港鐵於同年6月刊登公告，將於年尾出售九廣通列車，至此終結Re 465在港服役的歷史。

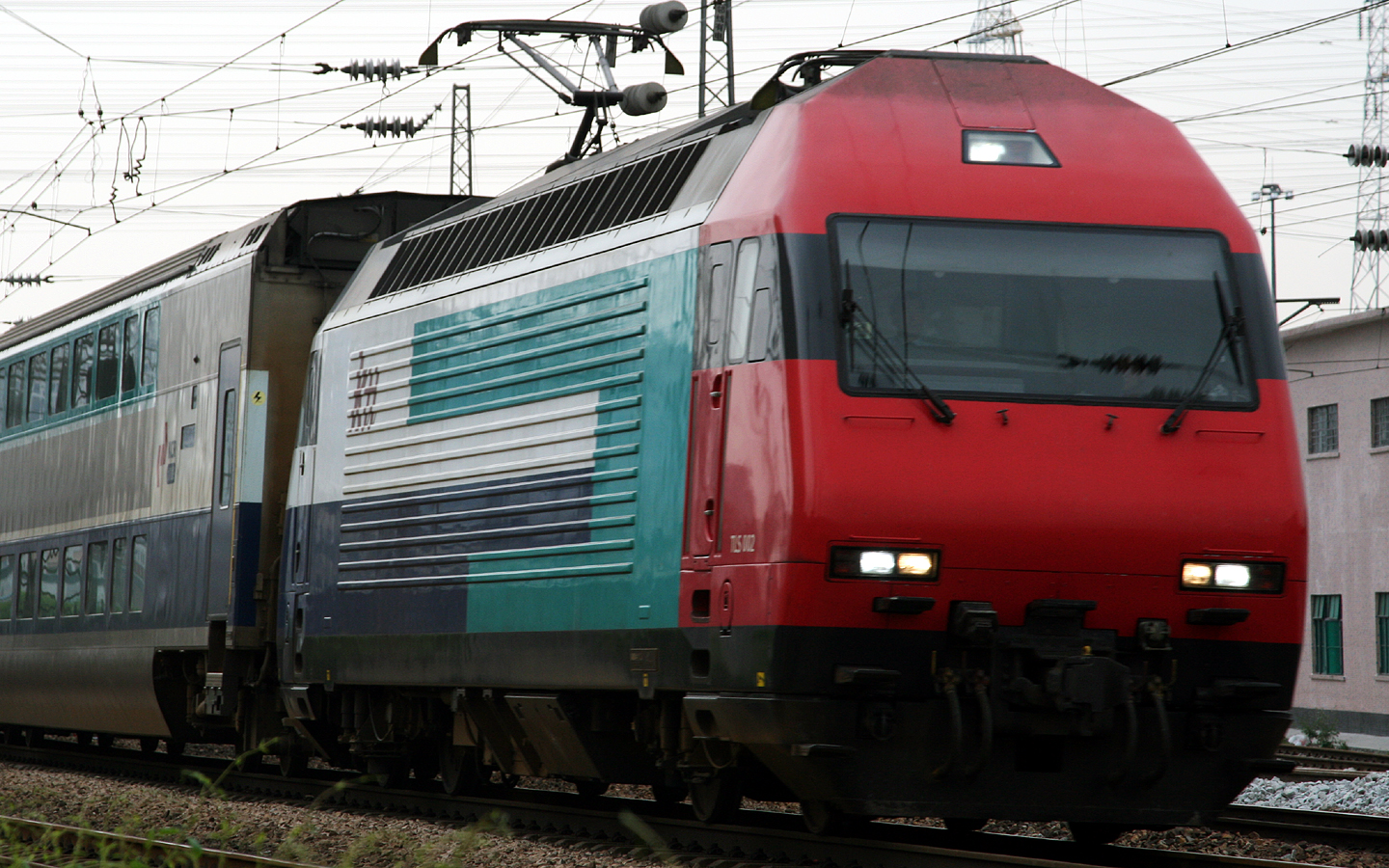
於广深铁路行走的Re 465，為九廣通列車之本務機（圖中所示為I端車頭）
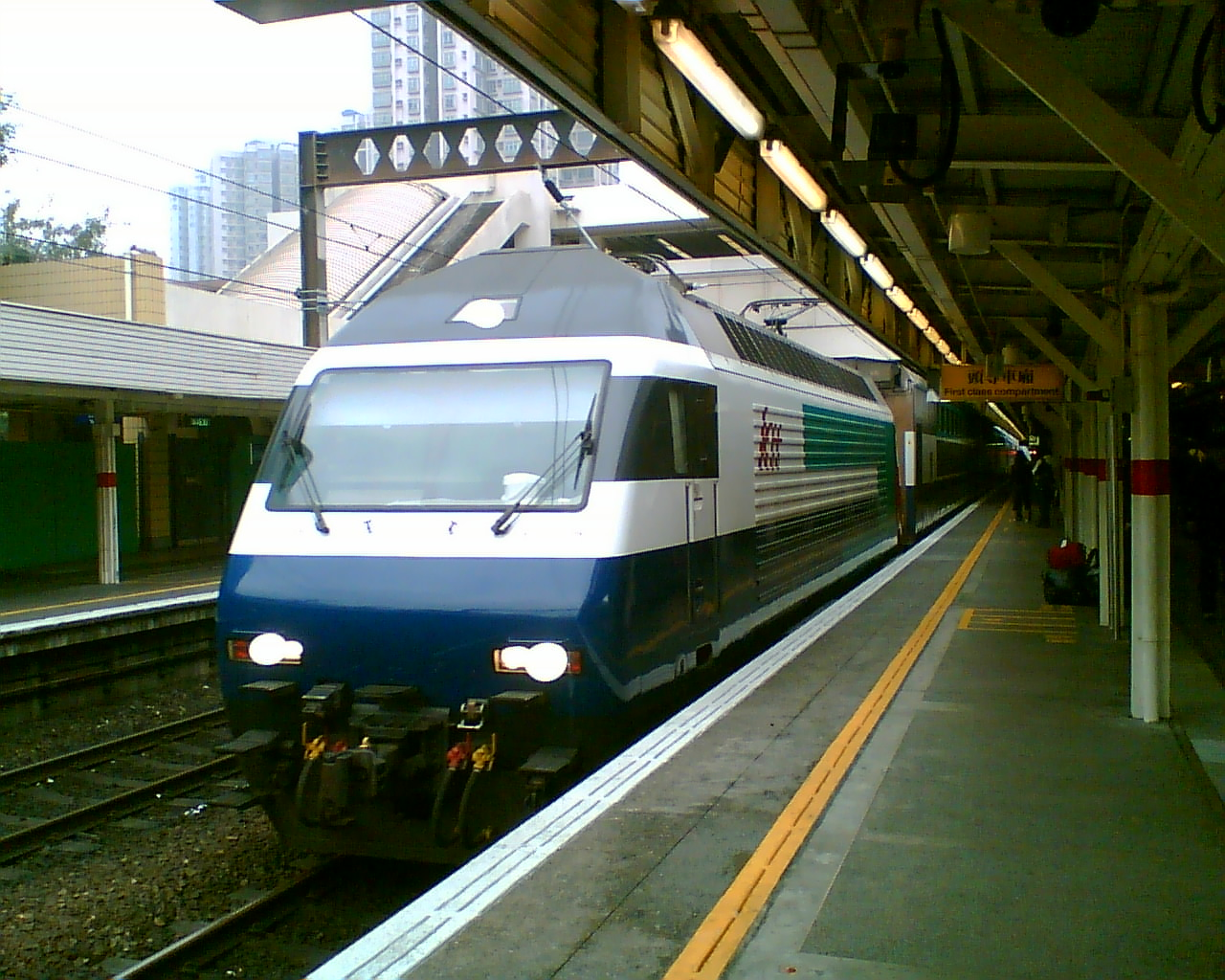
於香港行走的Re 465，為九廣通列車之本務機（圖中所示為II端車頭）
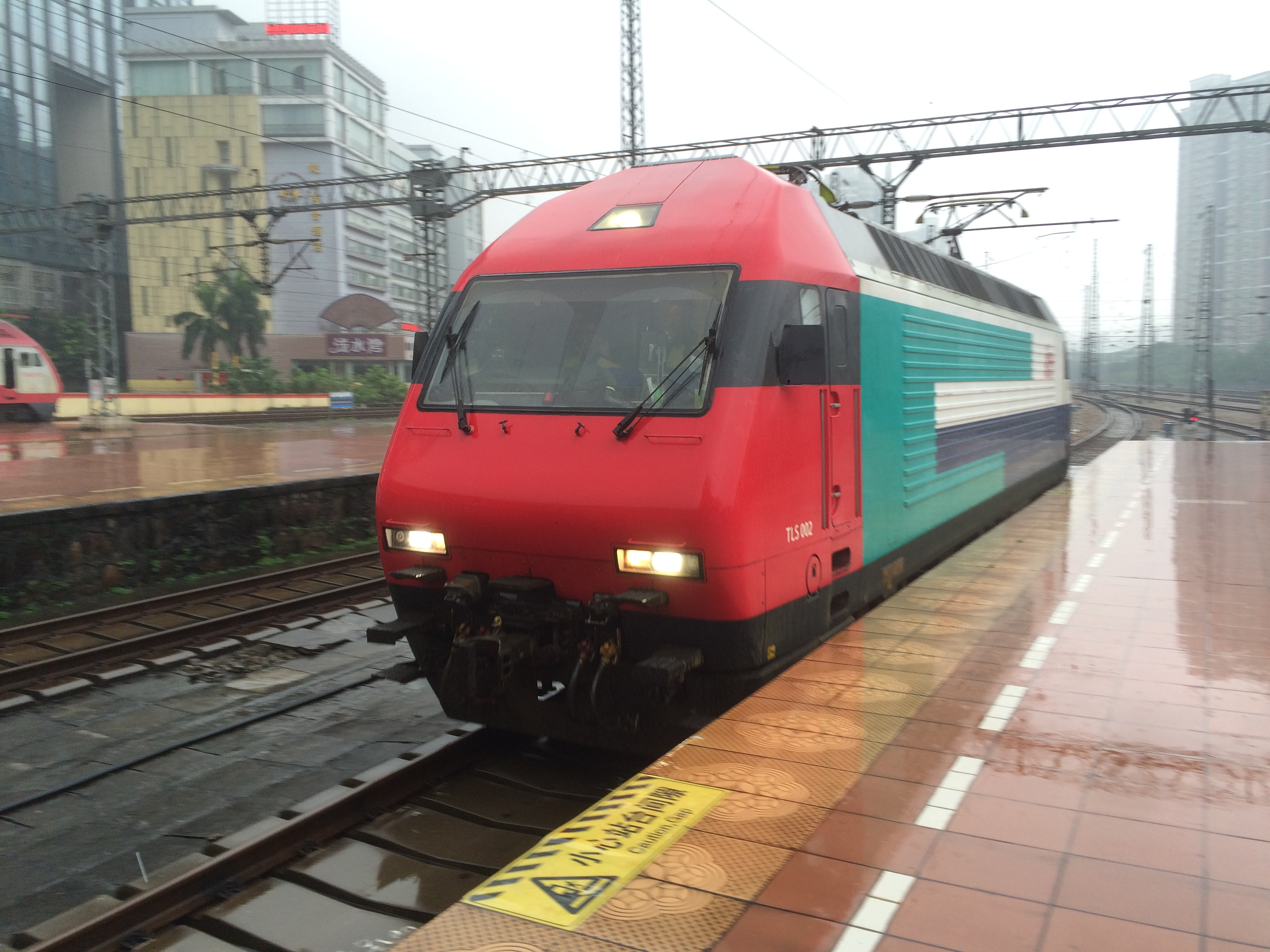
TLS002正於廣州東站內調車

### 印度
為了提升印度鐵路運輸效率，印度鐵路公司於1993年7月與ABB訂購首10台本型機車（另定型為WAP-5型）及20台WAG-9型貨運機車，同時受讓WAG-9型機車三相誘導電機及WAP-5型主變壓器技術（由巴拉特重型电力承包）；是次作價平均每輛2億2千萬印度盧比。此等機車是印度首批大功率交傳機車，最高時速為160km/h（改變齒輪傳動比後可恢復為時速200km/h）。及後，印度鐵路公司齊塔蘭詹機車廠繼續以「核心組件進口、局部國產化」原則生產本型機車至今。到2000年，由於此等機車實施國產化，每輛價格下跌至1億2千9百萬印度盧比。

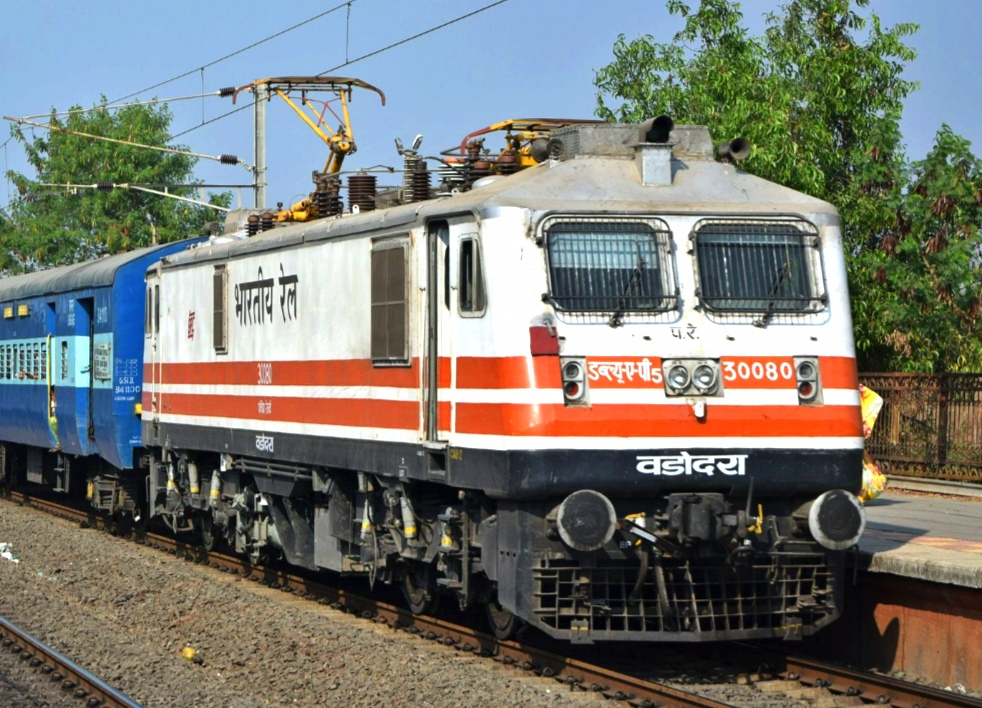
印度的WAP-5型機車
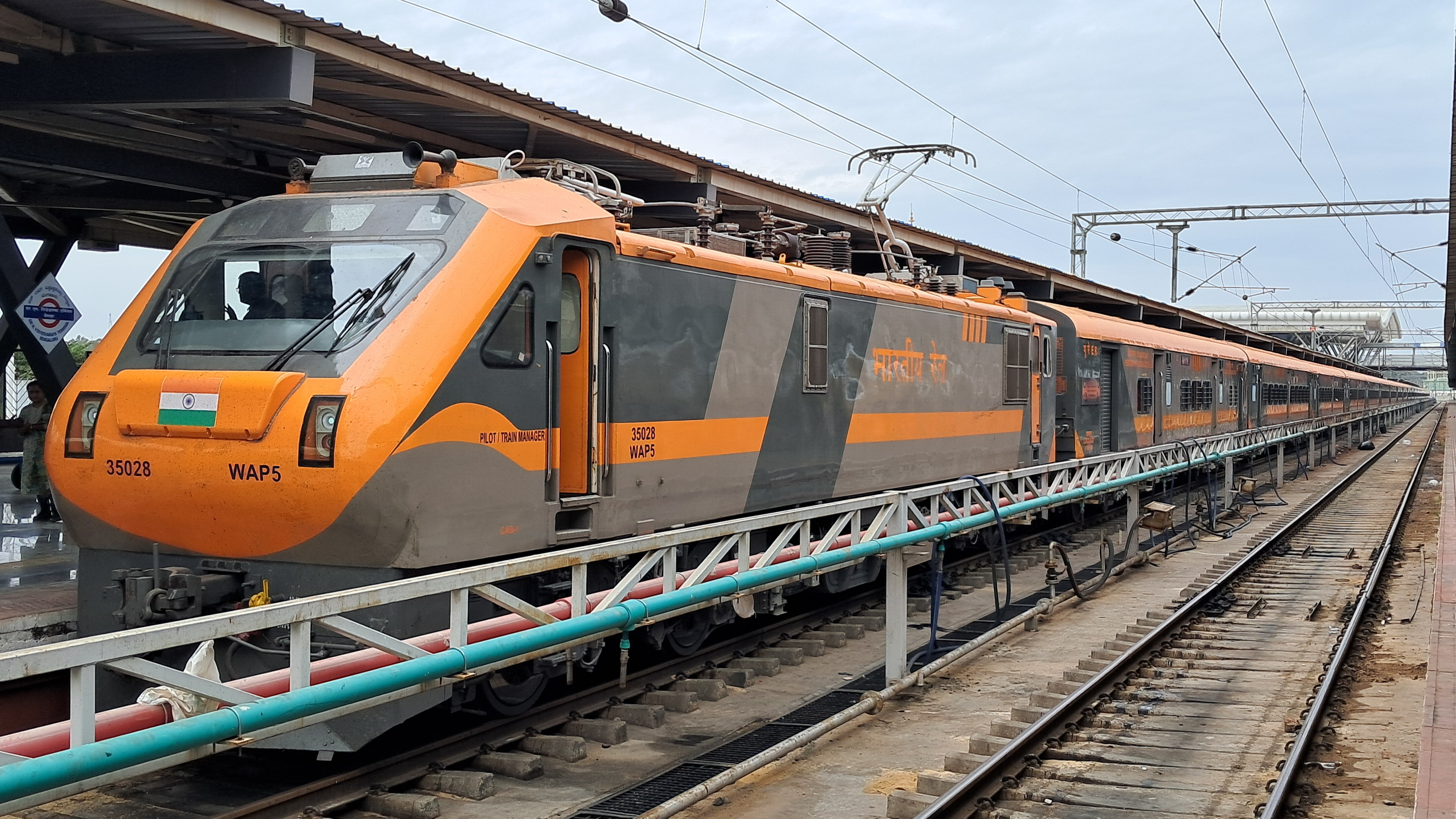
改良型WAP-5型機車，其頭型與原版不同

## 技术特点

### 总体布置
Re460系列電力機車是四軸高速客運電力機車，適用於供電制式為25kV 50Hz（印度、中國內地/香港適用）或15 kV 16⅔ Hz（歐洲適用）工頻單相交流電的電化鐵路，機車軸式Bo-Bo，持續功率6100千瓦，設計速度可達230km/h，但實際最高運行速度則介乎於140km/h（廣深鐵路III/IV線）至210km/h（芬蘭鐵路）。車體採用模組化設計，以不鏽鋼及纖維強化塑膠作車體物料，設中間貫穿走廊、雙端司機室；車頭採用光滑流線型外形。車頂裝有兩台單臂式集電弓（原裝為法維萊交通製造產品）、以及高壓隔離開關、接地裝置等。
車內設備以分室斜對稱、屏櫃化佈置，由前至後分別為I端（九廣通相應為紅面）司機室、設備室、II端（九廣通相應為白藍面）司機室；而機車I、II端，在原型車及九廣通中只標示於駕駛室內。司機室內設有符合人機工程學設計的司機操縱台，支援單司機值乘；而司機室艙門採用UIC標準門鎖。設備室內設有主變流櫃、主冷卻櫃、控制電源櫃、空氣制動櫃、輔助變流櫃、牽引通風櫃、列車供電櫃等設備。臥式牽引變壓器安裝於車底中部。

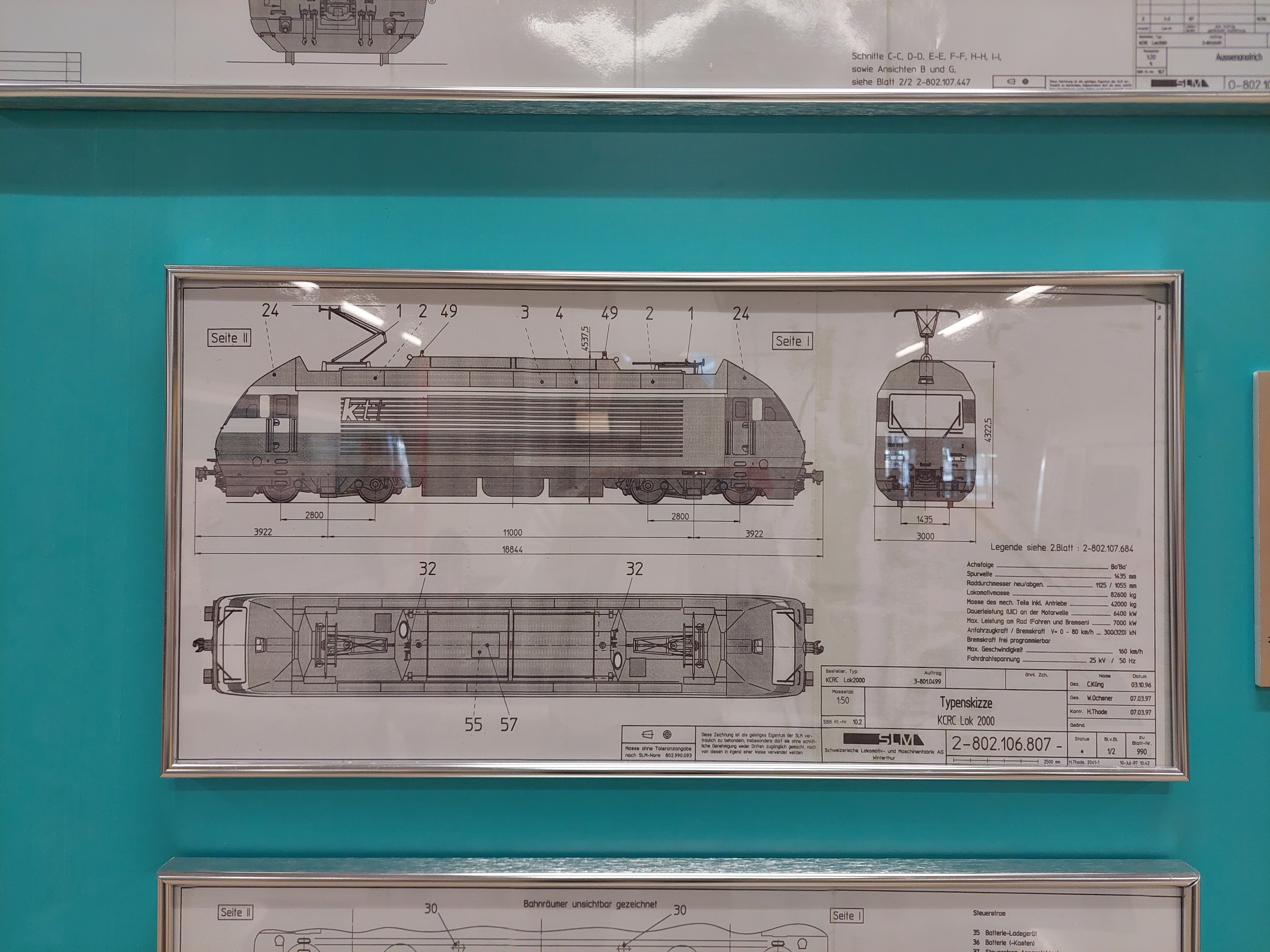
九廣通Re 465機車三視圖及規格表
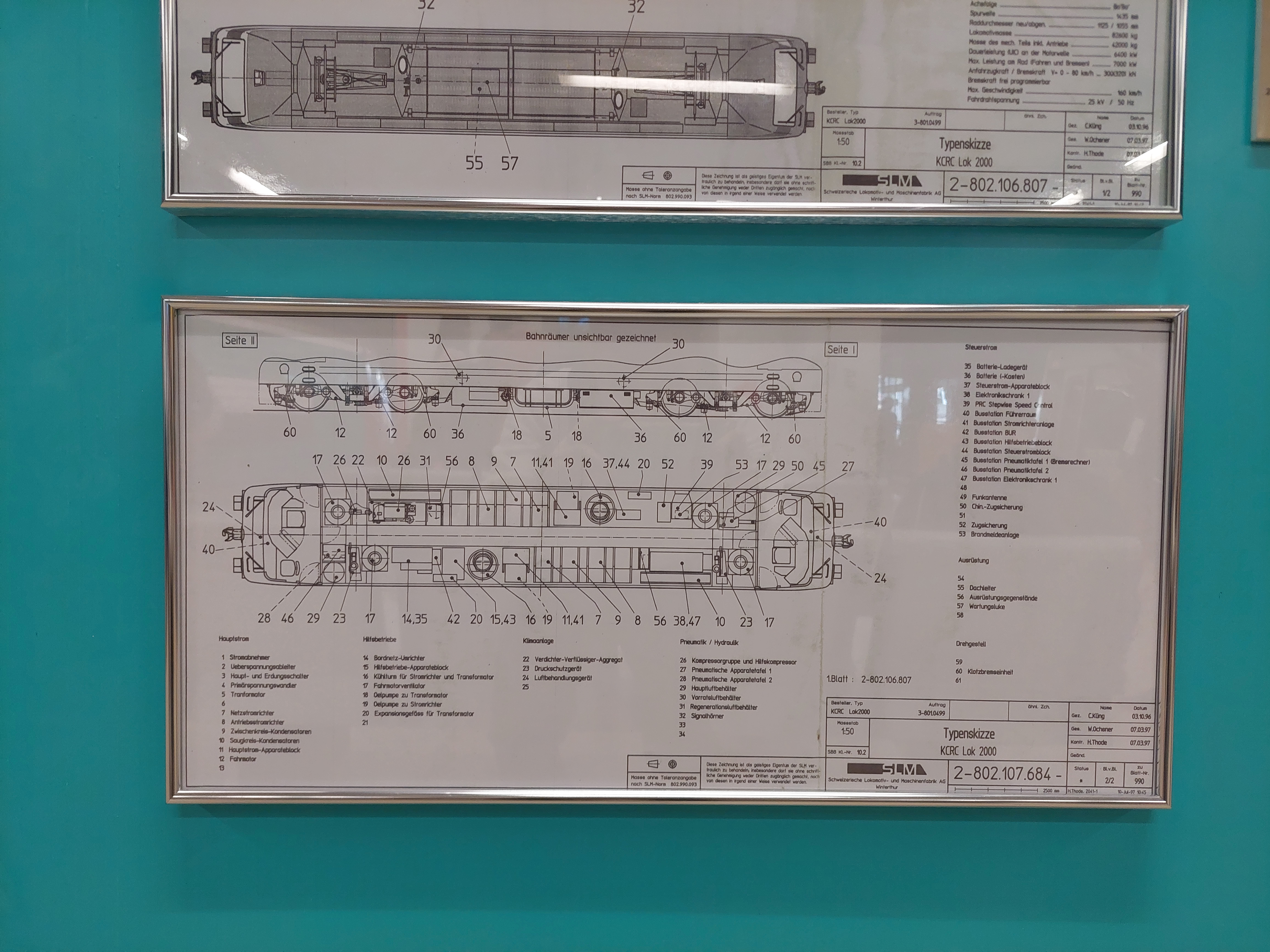
九廣通Re 465機車佈局圖
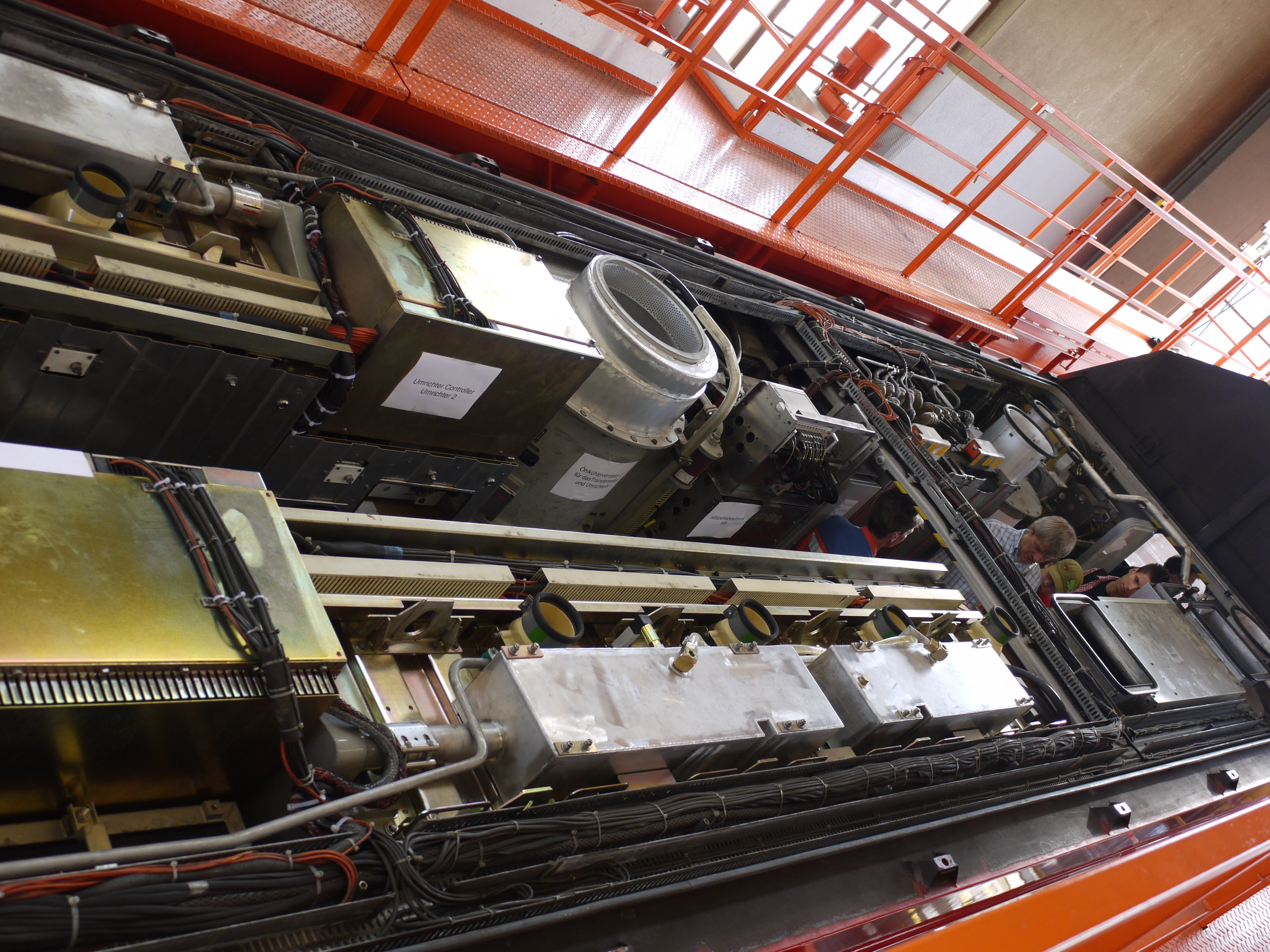
大架修期間的Re 460機車，拆去車頂後可見設備室內部配置

### 电气系统

#### 主电路
Re 460型電力機車是交—直—交流電傳動的單相工頻交流電力機車，每台機車配置2台IPM（智能功率模塊，Intelligent Power Module）牽引變流器，分別為兩台轉向架上的牽引電動機供電。每台變流器內包括網側四象限整流器、中間直流環節、電機側PWM逆變器，每兩台牽引電機由一台逆變器獨立供電。接觸網導線上的15千伏單相工頻交流電電流，經集電弓進入機車後經過主斷路器再進入主變壓器，交流電經過主變壓器的兩個牽引繞組（每組四個線圈）後分別向兩組變流器供電，先進入四象限脈衝整流器並整流為直流電，然後經過中間直流迴路，再由PWM逆變器（三個組件為一組）轉換成三相交流電輸出，向同一轉向架上的兩台三相誘導電機供電，使牽引電動機產生轉矩，將電能轉變為機械能，經過齒輪的傳遞驅動輪對。而在SBB機車現代化工程完成後，Re 460使用的GTO-VVVF裝置由ABB製造的IGBT-VVVF BORDLINE CC-1500-MS型取代（IGBT分為2組，每組4個IGBT元件；而最右方機櫃間隔容納VVVF裝置）。
而在改進型號Re 465中，IPM網側四象限整流器改以六個線圈為一組，而PWM逆變器改為每組只向一台電機供電（但都以三個組件為一組，總數由2組改為4組），並改用功率更高的電動機（功率由1200千瓦提升至1600千瓦），以加強機車牽引能力；另外，部分版本的Re 465亦改為採用25千伏工頻交流電。
在印度版機車，早期型採用ABB UW-2423-2810型GTO-VVVF，而後期型則採用龐巴迪MITRAC 5SNA-1200G450300型IGBT-VVVF，其餘配置與其他Re 460大致相同。

#### 辅助电路
Re 460系列電力機車採用交流輔助電路系統，裝有兩台ABB製輔助變流器Typ WBL 85-SBB型（容量為600A），可向列車、制動風機等設施輸出單相AC 1500V格式的電力。

### 控制系統

#### 控制台
歐洲及香港機車採用由Adtranz研發之MICAS-2型微機控制介面，配合模組化司機室（單司機值乘），簡化機車操作程序。當中，歐洲Re460/465機車控制台佈局如下：左方為直線電話、GSM-R介面與水撥/鳴笛開關，中間設有儀錶及ETCS控制屏幕，而最右方為MICAS-2介面。而在座位左、右兩側，則分別為波棍及機車控制桿。
香港Re465機車控制台佈局大致按此設計，但左、右則與原版相反：左方為MICAS-2微機控制介面，中間容納各種儀錶、Trainguard MT CBTC控制屏幕及列車自動警告系統，右方裝有與青衣控制中心通話直線電話及水撥/鳴笛開關，並在控制台上方加裝了用來操作國鐵CTCS-1及LKJ-2000訊號系統的控制屏。另外，波棍及機車控制桿位置亦與原版相反。
而在印度使用的機車，則改用龐巴迪運輸提供的MITRAC微機控制介面。

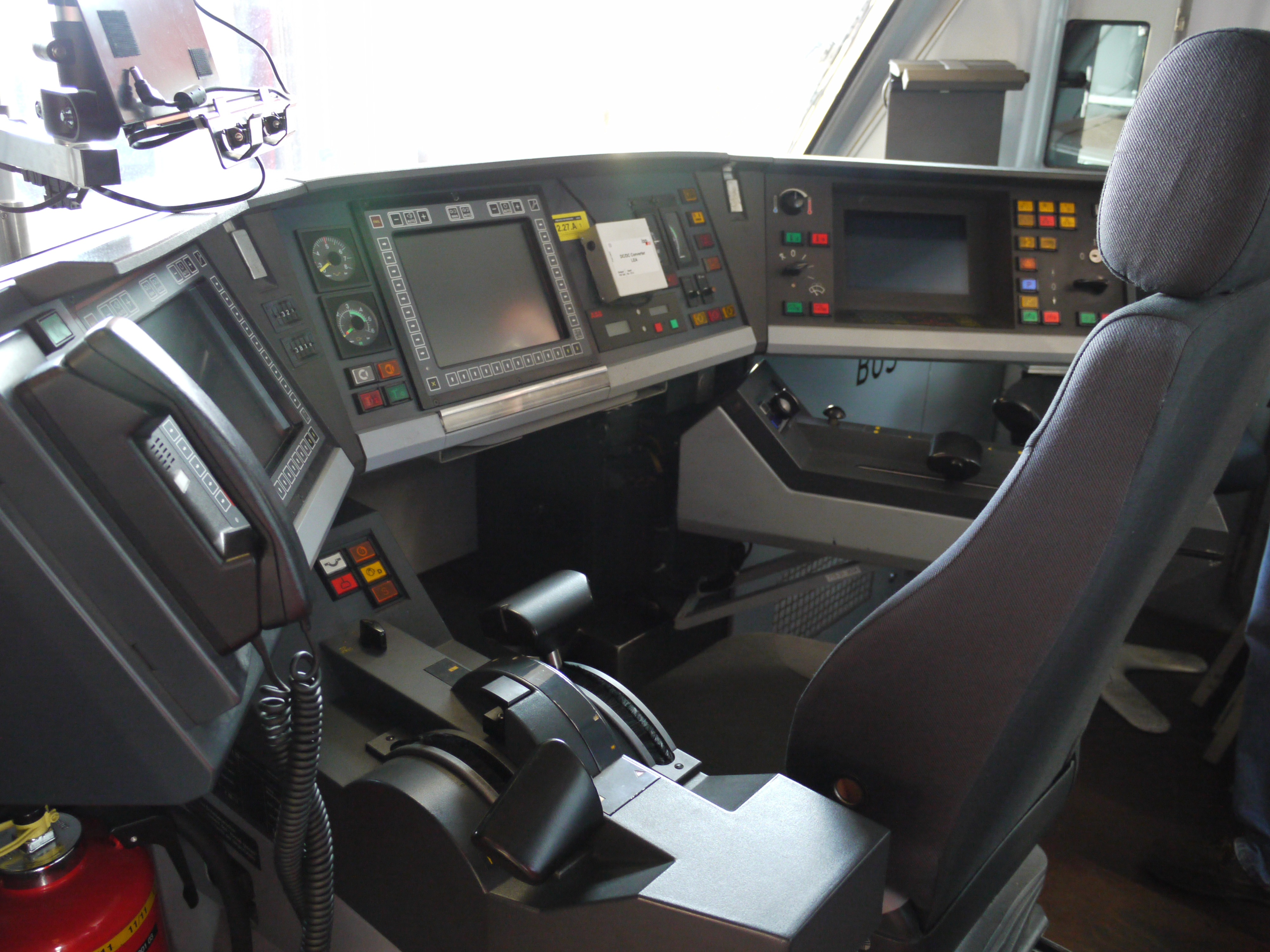
Re 460機車的駕駛室及LCU介面
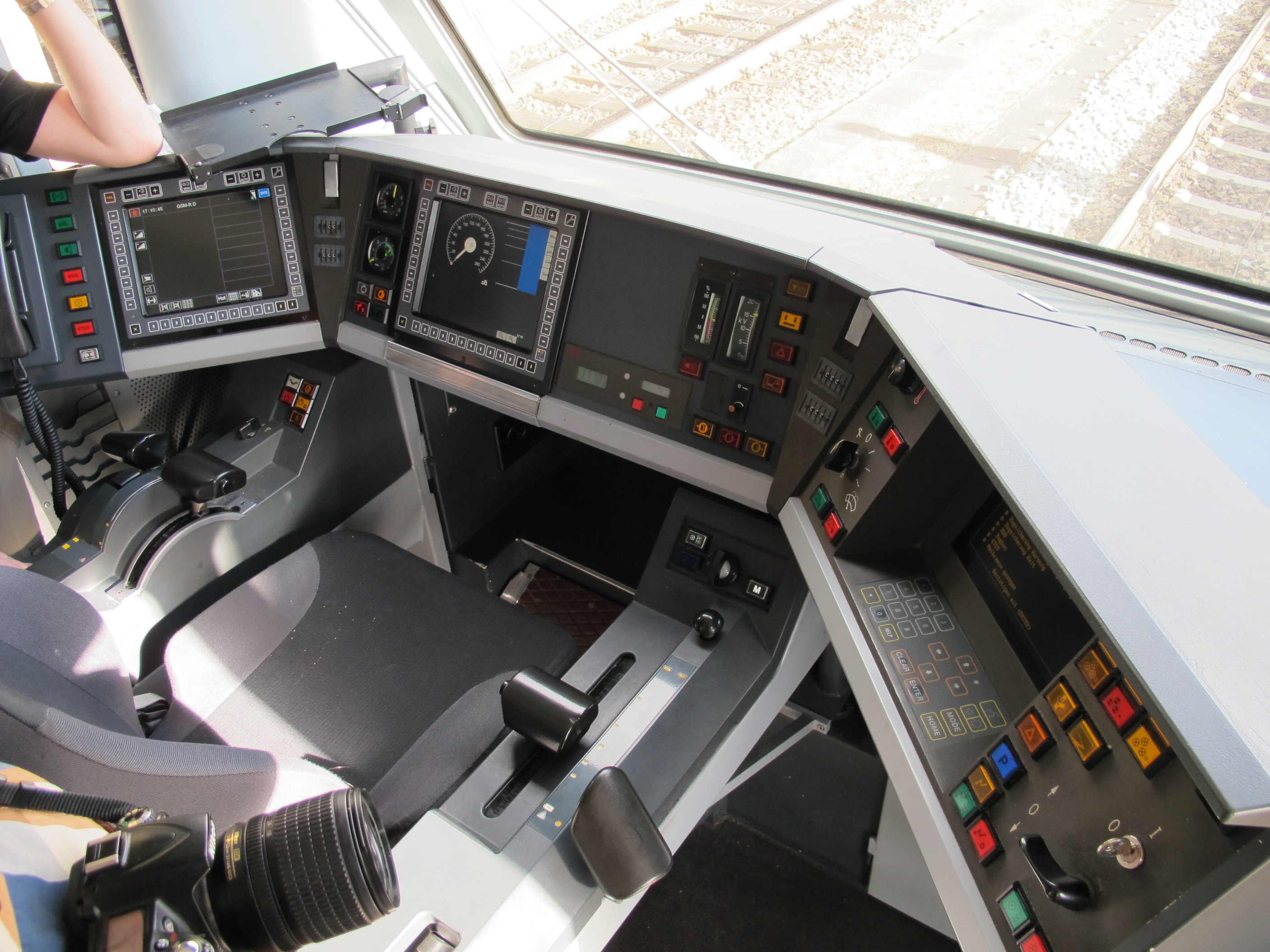
原版Re 465機車的駕駛室及LCU介面
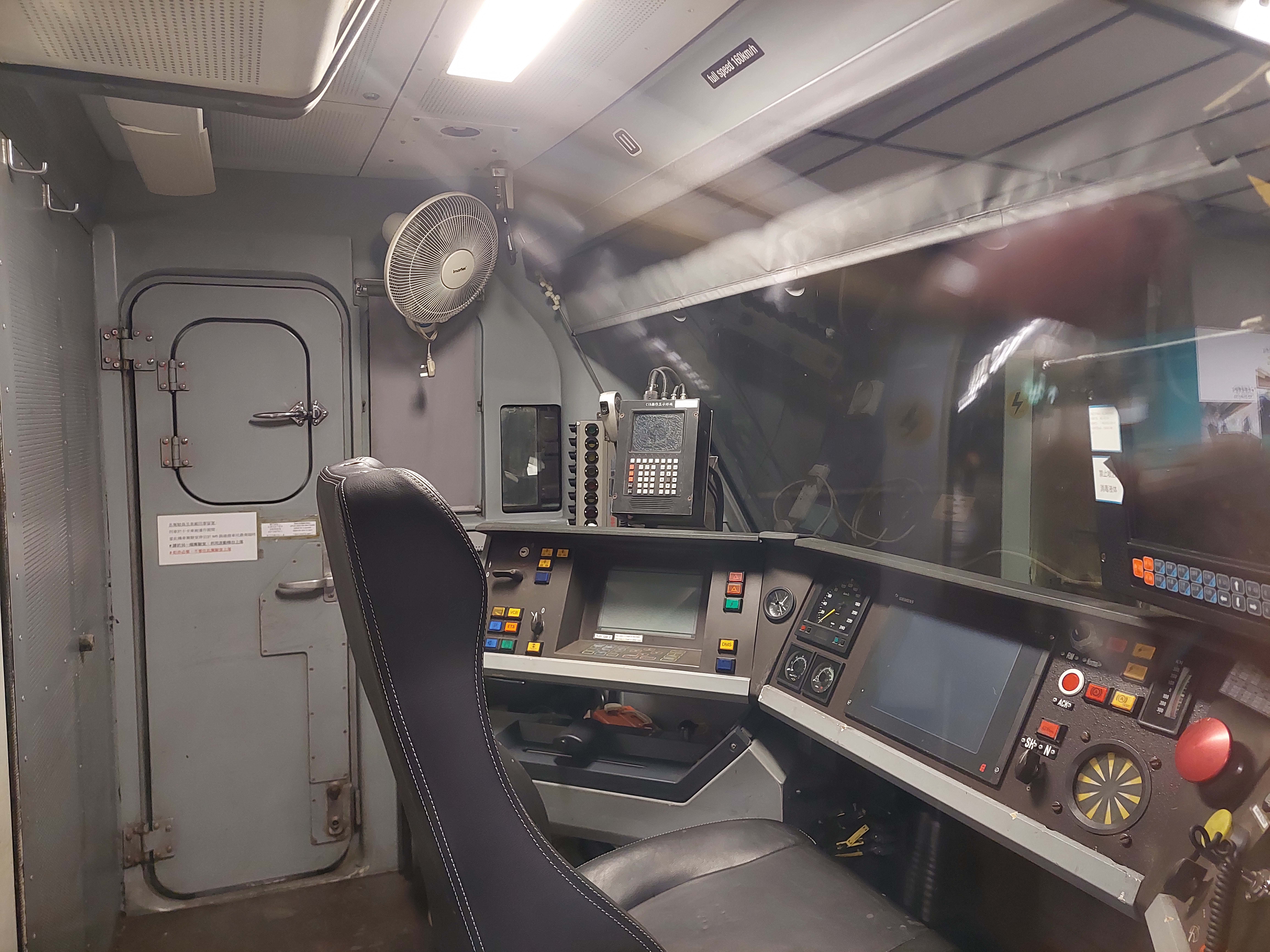
九廣通Re 465機車的駕駛室及LCU介面

#### 制動系統
瑞士國內使用的Re460及Re465機車，採用原裝OKE公司製制動系統，並首次在電力機車上應用磁軌制動。而在出口型號中，則以克諾爾公司製產品取代，但沒有使用磁軌制動。

### 转向架
機車採用由Adtranz/龐巴迪運輸原廠製造的兩台二軸轉向架，框架呈日字型，並採用彈性懸掛。

## 在其他國家的發展

### 奧地利
奧地利聯邦鐵路於1996年6月至1997年2月間，為新一代大功率交傳機車進行招標，而Adtranz-SLM聯營亦有以香港及挪威版Re465型機車為藍本，提交標書及方案（而該方案中機車同時支援15千伏16⅔赫茲及25千伏50赫茲交流電）。而由於每輛Re465造價高達6000萬奧地利先令（或438萬歐元，367輛合計達16.07億歐元，是ES64U2總價的十倍），此方案在第一輪磋商即被淘汰。最後，該等合約由西門子交通集團中標，為奧地利提供了合共367輛ES64U2型電力機車。

## 意外事故
- 2004年3月25日，Re465 TLS 002號機車（牽引廣九直通車）在東莞茶山（今東莞站附近）發生故障，列車改由東風11型柴油機車補機牽引駛往紅磡。[8]
- 2009年3月17日，Re465 TLN 001及TLS 002號機車（牽引T824次廣九直通車）在羅湖站發生故障，乘客獲安排下車過關轉乘廣深動車組列車前往廣州，並可於一個月內退款；至於同日其餘五班九廣通列車則全部取消。
- 2013年8月18日，Re465 TLS 002號機車（牽引T823次廣九直通車）在廣州發生故障，列車改由韶山8型電力機車SS8 0141補機牽引駛往紅磡。[9]
- 2014年5月19日，Re465 TLN 001號機車（牽引T824次廣九直通車）在內地發生故障，T823改由韶山8型電力機車補機牽引駛往深圳，其後由港鐵G26型柴油機車61號牽引駛往紅磡，而同日T826及T825則取消；其後T828則改以單機頭TLS 002牽引往廣州東。
- 2015年2月4日，Re465 TLN 001號機車（牽引Z826次廣九直通車）在即將駛經大埔墟站時制動系統發生故障，導致列車延誤2個半小時。[10]
- 2015年2月20日，Re460 087号机车在拉夫茲牵引区际列车时与一列RABe 514型动车组相撞。
- 2018年5月26日，Re465 TLS 002號機車（牽引Z824次廣九直通車）在紅磡站調度時發生故障，而另一輛機車亦正在維修，導致該班次列車需要取消，接受退款的乘客獲安排改乘港鐵中期翻新列車E4/E66編組（P723次特別本地服務）前往羅湖站過關，是自1998年取消直達羅湖特別本地服務後首次。[11]
- 2019年9月13日，Re465 TLN 001及TLS 002號機車發生故障，導致Z816及Z817次廣九直通車取消。